# Louis de Cardevac
Louis de Cardevac, markiz d’Havrincourt (ur. 20 czerwca 1707 w Havrincourt, zm. 15 lutego 1767 w Hadze) – dyplomata francuski z XVIII wieku.
Jego rodzina została uszlachcona w roku 1596.
Od kwietnia 1749 do grudnia 1751 był ambasadorem w Londynie.
W latach 1751–1762 był francuskim ambasadorem w Szwecji, gdzie współpracował z profrancuską fakcją Hattpartiet, subsydiując ją pieniędzmi przysyłanymi z Wersalu. D’Havrincourt przybył na riksdag roku 1751/1752.
W roku 1758 D’Havrincourt wręczył Szwedom pierwszą partię subsydiów, które miały ostatecznie wynieść 6 milionów liwrów. Pierwsza partia w wysokości 1,575,000 liwrów miała być przeznaczona na opłacenie 10.000 żołnierzy szwedzkich walczących na Pomorzu.
W latach 1763–1767 był ambasadorem w Holandii, a  roku 1789 d’Havrincourt był deputowanym do Stanów Generalnych.
Krewnymi markiza byli: Charles-François-Alexandre de Cardevac d’Havrincourt, biskup Perpignan w latach 1743–1783 i oficer wojsk francuskich Charles-Philibert-Louis de Cardevac, hrabia d’Havrincourt.